# Skudo
Skudo (wł. scudo, od łac. scutum – tarcza) – srebrna, talarowa moneta włoska (fajn: pierwotnie 30,485 grama, później 28,665 grama), emitowana od połowy XVI do drugiej połowy XIX wieku.
Pierwsze skuda zostały wybite w 1551 r. przez Karola V Habsburga w Mediolanie. Od 1551 do 1865 r. bito je w wielu mennicach włoskich. Pod względem wartości skudo było równe 100, potem 140 soldom. W Państwie Papieskim jego równowartością było 100 baiocchi. 
Od XVI wieku nazwy tej używano także w odniesieniu do innych dużych monet srebrnych. Ich parametry metrologiczne różniły się w zależności od miejsca emisji. 
Nazwa monety używana była również w końcu XVIII i pierwszej połowie XIX w. do oznaczania wartości ówczesnych pieniędzy papierowych (asygnat).
W drugiej połowie XX wieku skudo wypuszczano jako monetę pamiątkową w Republice San Marino w złocie oraz przez Zakon Maltański w złocie i srebrze.
W odróżnieniu od skuda srebrnego (scudo d’argento) mianem scudo d’oro określano różne monety złote państw włoskich (np. księstwa Modeny, Sabaudii).